# 14148 Jimchamberlin
14148 Jimchamberlin este un asteroid din centura principală de asteroizi.

## Descriere
14148 Jimchamberlin este un asteroid din centura principală de asteroizi. A fost descoperit pe 25 septembrie 1998 la Kitt Peak National Observatory în cadrul proiectului Spacewatch. Asteroidul prezintă o orbită caracterizată de o semiaxă mare de 2,34 ua, o excentricitate de 0,12 și o înclinație de 1,2° în raport cu ecliptica.